# Angel (canção de Two Tricky)
Angel (em português: "Anjo") foi a canção que representou a Islândia no Festival Eurovisão da Canção 2001 que se disputou em Londres em 12 de maio desse ano.
A referida canção foi interpretada em inglês pela banda Two Tricky. Na noite do evento, foi a segunda a ser interpretada, a seguir à canção dos Países Baixos "Out On My Own", interpretada por Michelle e antes da canção da Bósnia e Herzegovina, "Hano", interpretada por Nino Pršeš. A canção da Islândia terminou em 22.º lugar (último lugar, empatada com a canção da Noruega "On my own", interpretada por Haldor Lægreid. No ano seguinte, em 2002, a Islândia, não participaria, devido ao fraco resultado, mas regressaria em 2003,com Birgitta que interpretou a canção Open Your Heart.

## Autores
- Letrista: Einar Bárðarson
- Compositores: Einar Bárðarson, Magnús Þór Sigmundsson

## Letra
A canção é uma canção de rock up-tempo, com o cantor chamando pelo objeto de suas afeições a vir com ele e voar com ele. Depreende-se da canção que a dupla já tinha tido estado junta, numa relação que não acabou bem.

## Versões
- "Birta" (islandês)
- versão estendida (inglês [3:09]
- remix (inglês [3:54]
- remix Housebuilders (inglês) [5:48]
- 1.ª versão alternativa (islandês) [3:01]
- 2.ª versão alternativa (islandês) [3:35]
- versão karaoke